# Nátrium-nitrit
A nátrium-nitrit (E250) szervetlen vegyület, (képlete NaNO2), melyet különböző színek fixálására, valamint élelmiszerek (elsősorban hús- és halételek) tartósítására használnak. A salétromossav nátriumsója.
Tiszta állapotban halványsárga kristályos por. Vízben nagyon jól oldódik, és higroszkópos tulajdonságokkal rendelkezik. Oxigénnel érintkezve lassan nátrium-nitráttá (NaNO3) alakul.

## Felhasználási területei
- szövet, fa és rostanyagok színezésénél a színanyaghoz adva elősegíti annak jobb tapadását, ezáltal tartósabb, élénkebb színt biztosít
- fényképészet
- oxidálószerként, valamint korrózió-inhibitorként
- fémek felületkezelésénél
- gumi előállításánál
- élelmiszeripari adalékanyagként élelmiszerek tartósításánál
- gyógyszeriparban ér- és hörgőtágító hatása miatt, valamint ciánmérgezés esetén ellenanyagként

### Tartósítószerként
Az élelmiszeriparban kettős célt szolgál: egyrészt élénkebbé, tartósabbá teszi az élelmiszer színét, valamint hús- és halételek esetén meggátolja a Clostridium botulinum nevű baktérium elszaporodását, amely a  botulizmus nevű mérgezésért felelős. Napi maximum megengedett beviteli mennyiség 0,06 mg/testsúlykg. A gyomorba került nitritekból és az ott jelenlévő fehérjékből káros nitrózaminok képződhetnek, melyeknek rákkeltő hatást tulajdonítanak.

### Egészségügyi használata
Az egészségügyben egyes keringési zavarok esetén értágító hatása miatt, valamint egyes légzészavarok esetén hörgőtágító hatása miatt alkalmazzák. Ciánmérgezés esetén ellenanyagként használják, mivel Fe(III)-má oxidálja a hemoglobinban lévő Fe(II)-t (methemoglobin), amely így megköti a ciánt.

## Egészségügyi kockázatok
Emlősökben mérgezést, halált okozhat. Patkányokban az 50%-os halálozási arányt 180 mg/testsúlykg váltja ki, az embernél 71 mg/testsúlykg, amely szerint egy 65 kg-os személy letális adagja 4,5 g. Az Európai Unióban csakis konyhasóval (NaCl) keverve használható, a NaNO2 az elegy csupán 0,6%-át teheti ki és rózsaszínűre festett a más vegyülettel való összetéveszthetőség elkerülése végett. Az E250-es élelmiszeradalék számot viseli.
A gyomorba került nitritekből és az ott jelenlévő fehérjékből hő és savas környezet hatására káros nitrózaminok képződhetnek, melyeknek rákkeltő hatást tulajdonítanak. Kísérletek igazolni látszanak a nitritekkel kezelt húsok fogyasztásának mennyiségének, és egyes ráktípusok gyakoriságának kapcsolatát.